# بوئنا ویستا، شهرستان واکشا، ویسکانسین
بوئنا ویستا (به انگلیسی: Buena Vista) یک منطقهٔ مسکونی در ایالات متحده آمریکا است که در Delafield واقع شده‌است. بوئنا ویستا ۲۶۲٫۱۳ متر بالاتر از سطح دریا واقع شده‌است.